# Quatuor Cherubini
Pour les articles homonymes, voir Cherubini (homonymie).
Le Quatuor Cherubini est un quatuor à cordes allemand actif entre 1978 et 1997.

## Historique
Le Quatuor Cherubini (Cherubini-Quartett en allemand), dont le nom est un hommage au compositeur Luigi Cherubini, est un quatuor à cordes fondé à Düsseldorf en 1978,.
L'ensemble étudie auprès de Kurt Schäfer, Sándor Végh et du Quatuor Amadeus, et se distingue lors de plusieurs concours internationaux, obtenant notamment le 1er prix du Concours international Karl Klinger de Hanovre en 1979 puis le Grand prix du Concours international de quatuor à cordes d'Évian en 1981, récompense qui lance sa carrière en Europe, en Amérique et en Asie,.
Le Quatuor Cherubini joue principalement le répertoire des époques classique et romantique allemandes. 
En 1988, la formation signe un contrat d'exclusivité avec le label EMI.
À partir de 1995, leur activité ralentit, le premier violon Christoph Poppen (en) se concentrant sur sa carrière naissante de chef d'orchestre, notamment à la tête de l'Orchestre de chambre de Munich, et le quatuor est dissous en 1997.

## Membres
Les membres de l'ensemble étaient, :
- premier violon : Christoph Poppen (en), qui jouait un violon G. B. Guadagnini de 1783[5] ;
- second violon : Harald Schoneweg (1978-1994), qui jouait un violon Carlo Bergonzi[5], Ulf Wallin (1994-1995) ;
- alto : Hariolf Schlichtig, qui jouait un alto Antonio Mariani (en) du début du XVIIe siècle[5] ;
- violoncelle : Klaus Kämper (1978-1989), qui jouait un violoncelle moderne de Burkhard Eickhoff (1984)[5], Manuel Fischer-Dieskau (de) (1989-1994), Christoph Richter (de) (1994-1995).

## Créations
Le Quatuor Cherubini est le créateur de plusieurs œuvres, de Claude Ballif (Quatuor no 5, 1991), Friedrich Cerha, Siegfried Matthus (« Die Sonne Sinkt », 1994), Manfred Trojahn et Michel Merlet (Trio à cordes, 1991), notamment,. 

## Discographie
Le legs discographique du Quatuor Cherubini comprend pour EMI une intégrale remarquée des quatuors à cordes de Mendelssohn, plusieurs quatuors de Schubert (les D. 173, D. 703, D. 804, D. 810 et D. 887) et son Octuor, Les Sept Dernières Paroles du Christ en croix de Haydn, le Quintette avec clarinette de Mozart, avec Michel Portal, une intégrale des quatuors à cordes de Schumann ainsi que son Quintette avec piano, avec Christian Zacharias.  
Pour d'autres labels, l'ensemble a également enregistré des œuvres d'Aribert Reimann avec Dietrich Fischer-Dieskau (Orfeo), de Michel Merlet (Intégral) et de Norbert Burgmüller (Deutsche Harmonia Mundi (en)). En revanche, le quatuor Cherubini n'a gravé aucun des six quatuors de son éponyme, Luigi Cherubini.  